# Les Dents du tigre (Tom Clancy)
Pour les articles homonymes, voir Les Dents du tigre.
Les Dents du tigre (The Teeth of The Tiger) est un thriller politique de Tom Clancy paru en 2003. En France, il est traduit par Jean Bonnefoy et édité en 2004. Il fait partie de la saga Ryan ayant pour héros Jack Ryan.

## Synopsis
Le XXIe siècle s’est ouvert sur une ère d’hyperterrorisme. Frapper n’importe où, n’importe qui, n’importe quand, tel est le mot d’ordre des nouveaux monstres sans visage face auxquels CIA et FBI se sentent désormais impuissants.
Pour répondre à cette ultra-violence, il faut un réseau et une force imparables. Le « Campus » est une institution indépendante du pouvoir politique, qui s’appuie sur des agents très spéciaux. La mission de ces jeunes recrues, est de neutraliser les terroristes et d’éliminer tout élément nocif. Quitte à enfreindre les règles… Mais déjà, la menace islamiste met à feu et à sang des centres commerciaux de l’Amérique. Le Campus est prêt à intervenir.